# Giessbachbahn

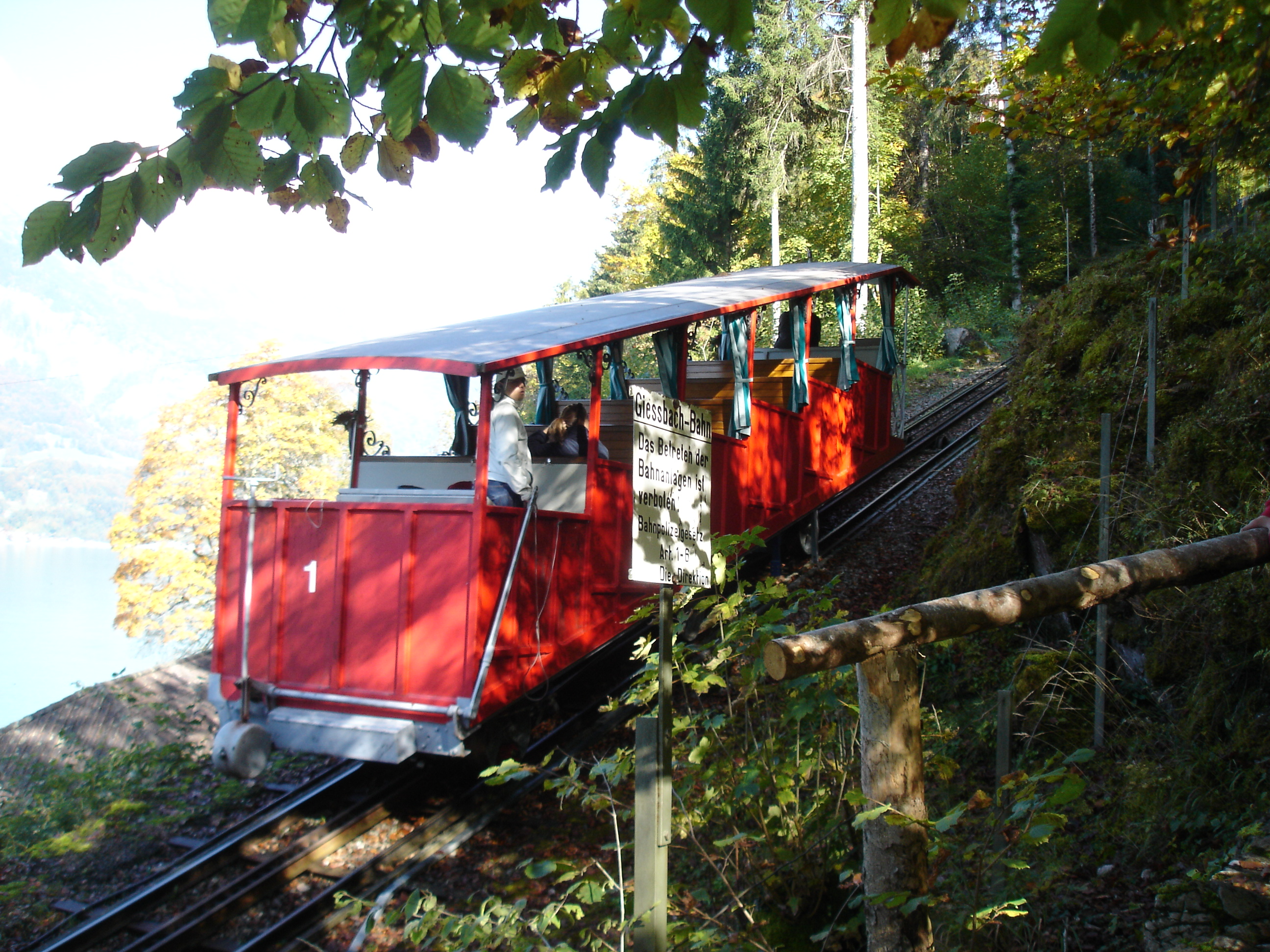
Linia z widokiem na Brienzersee

Giessbachbahn (GbG, Giessbachbahn Grandhotel Giessbach) - elektryczna kolej linowo-terenowa, znajdująca się w Szwajcarii, w Alpach Berneńskich, nad Brienzersee, u ujścia do tego jeziora potoku Giessbach. Uprzystępnia popularne wśród turystów wodospady na tym cieku.
Kolej o rozstawie szyn 1000 mm ma długość 333 metry, przewyższenie 90 metrów i nachylenie trasy 320‰. Stacja dolna znajduje się na wysokości 566 metrów, a górna - 656 metrów. Czas jazdy wynosi 4 minuty. Kolej, należąca do najstarszych na terenie Szwajcarii (zbudowano ją w 1879), pierwotnie napędzana była balastem wodnym. Projektantem Giessbachbahn był Nikolaus Riggenbach, autor m.in. trasy Rigi-Bahn. 